# Instituto para la Protección al Ahorro Bancario
El Instituto para la Protección al Ahorro Bancario (IPAB, por su acrónimo) es un organismo descentralizado de la Secretaría de Hacienda y Crédito Público de México, encargado de administrar la protección de depósitos bancarios para pequeños y medianos ahorradores, a través de un seguro de depósitos que funciona ante la insolvencia de instituciones bancarias.
Fue creado el 1 de mayo de 1999 con la aprobación de la primera Junta de Gobierno e inició operaciones el 6 de mayo, al tomar posesión los vocales independientes. El IPAB sustituyó al Fondo Bancario de Protección al Ahorro (Fobaproa) al entrar en vigor la Ley de Protección al Ahorro Bancario en enero de 1999. Como consecuencia de la crisis económica en México de 1994, el Congreso de la Unión autorizó en diciembre de 1998, la conversión de los pasivos del Fobaproa como deuda pública.
Actualmente, el IPAB garantiza los depósitos bancarios hasta por 400 mil Unidades de Inversión (UDIs).

## Estructura

### Secretarios Ejecutivos
| Secretario Ejecutivo             | Periodo                                           |
| -------------------------------- | ------------------------------------------------- |
| Vicente Corta Fernández          | 6 de mayo de 1999 - 19 de julio de 2000           |
| Julio César Méndez Rubio         | 30 de agosto de 2000 - 14 de noviembre de 2003    |
| Mario Alberto Beauregard Álvarez | 14 de noviembre de 2003 - 30 de noviembre de 2006 |
| María Teresa Fernández Labardini | diciembre de 2006 - 28 de febrero de 2011         |
| José Luis Ochoa Bautista         | 1 de marzo de 2011 - 31 de marzo de 2013          |
| Lorenzo Meade Kuribreña          | 1 de abril de 2013 - 15 de octubre de 2016        |
| Raúl Castro Montiel              | 16 de octubre de 2016 - 31 de diciembre de 2018   |
| Gabriel Ángel Limón González     | 1 de enero de 2019 -                              |

### Vocales
| Vocal                                     | Inicio                                                                              | Final                                                                               | Propuesto por                 |
| ----------------------------------------- | ----------------------------------------------------------------------------------- | ----------------------------------------------------------------------------------- | ----------------------------- |
| Alejandro Creel Cobián                    | 6 de mayo de 1999                                                                   | 31 de diciembre de 2001                                                             | Ernesto Zedillo Ponce de León |
| Humberto Murrieta Necoechea               | 6 de mayo de 1999                                                                   | 31 de diciembre de 2002                                                             | Ernesto Zedillo Ponce de León |
| Adalberto Palma Gómez                     | 6 de mayo de 1999                                                                   | 31 de diciembre de 2003                                                             | Ernesto Zedillo Ponce de León |
| Carlos Enrique Isoard y Viesca            | 6 de mayo de 1999                                                                   | 31 de diciembre de 2008                                                             | Ernesto Zedillo Ponce de León |
| Bernardo González-Aréchiga Ramírez-Wiella | 16 de enero de 2002                                                                 | 30 de abril de 2003                                                                 | Vicente Fox Quesada           |
| Héctor Tinoco Jaramillo                   | 26 de febrero de 2003                                                               | mayo de 2007                                                                        | Vicente Fox Quesada           |
| Ernesto Zamarripa Morones                 | 22 de abril de 2004                                                                 | 31 de diciembre de 2009*                                                            | Vicente Fox Quesada           |
| Jorge Eduardo Familiar Haro               | 14 de diciembre de 2004                                                             | 31 de diciembre de 2011                                                             | Vicente Fox Quesada           |
| Jorge Chávez Presa                        | 1 de septiembre de 2007                                                             | 31 de diciembre de 2010                                                             | Felipe Calderón Hinojosa      |
| Benito Solís Mendoza                      | 3 de junio de 2009                                                                  | 31 de diciembre de 2012                                                             | Felipe Calderón Hinojosa      |
| Guillermo Hopkins Gámez                   | 9 de enero de 2013                                                                  | 31 de diciembre de 2013                                                             | Enrique Peña Nieto            |
| Luis Miguel Montaño Reyes                 | 9 de enero de 2013                                                                  | 31 de diciembre de 2014                                                             | Enrique Peña Nieto            |
| Luis Miguel Montaño Reyes                 | 10 de septiembre de 2015                                                            | 31 de diciembre de 2018                                                             | Enrique Peña Nieto            |
| José Gerardo Quijano León                 | 9 de enero de 2013                                                                  | 31 de diciembre de 2015                                                             | Enrique Peña Nieto            |
| José Gerardo Quijano León                 | 14 de febrero de 2017                                                               | 31 de diciembre de 2020                                                             | Enrique Peña Nieto            |
| Óscar Levín Coppel                        | 9 de enero de 2013                                                                  | 31 de diciembre de 2019                                                             | Enrique Peña Nieto            |
| Armando José Baqueiro Cárdenas            | 11 de junio de 2014                                                                 | 31 de diciembre de 2021                                                             | Enrique Peña Nieto            |
| Jorge Eduardo Navarrete                   | 23 de enero de 2019                                                                 | 31 de diciembre de 2022                                                             | Andrés Manuel López Obrador   |
| Jorge Eduardo Navarrete                   | 24 de enero de 2023                                                                 | En el cargo                                                                         | Andrés Manuel López Obrador   |
| Carlos Romero Aranda                      | Propuesto por el Ejecutivo. Pendiente de ratificación por el Senado de la República | Propuesto por el Ejecutivo. Pendiente de ratificación por el Senado de la República | Andrés Manuel López Obrador   |
| Diana Álvarez Maury                       | Propuesta por el Ejecutivo. Pendiente de ratificación por el Senado de la República | Propuesta por el Ejecutivo. Pendiente de ratificación por el Senado de la República | Andrés Manuel López Obrador   |
| Vacante                                   |                                                                                     |                                                                                     | Andrés Manuel López Obrador   |
| Fuente:                                   |                                                                                     |                                                                                     | Andrés Manuel López Obrador   |